# Andrea Roncato
Andrea Roncato, né à San Lazzaro di Savena (Province de Bologne) le 7 mars 1947, est un acteur, humoriste et animateur de télévision italien.

## Biographie
Diplômé en droit de l'université de Bologne, Andrea Roncato a également passé l'examen de licence de solfège au conservatoire. Il a participé à divers cours de théâtre, tant en Italie qu'aux États-Unis.
Avec Gigi Sammarchi, il a formé le duo Gigi et Andrea qui, après quelques apparitions à la télévision, est devenu l'un des couples de comédiens les plus connus du cinéma italien, notamment pour leur style léger et irrévérencieux. Avec son ami et collègue, il a également fait des publicités pour l'entreprise Agip Petroli et la marque d'automobile Lancia Y10 dans les années 1980. Après son expérience en duo avec Sammarchi, Roncato a poursuivi sa carrière en jouant en solo dans plusieurs films à succès, surtout les ciné-panettone de Noël avec Massimo Boldi et Christian De Sica, Fantozzi subisce ancora de Neri Parenti (1983, dans lequel il interprète le vil séducteur Loris Batacchi, qui met enceinte Mariangela Fantozzi, la fille du protagoniste Ugo, pour gagner un pari) et Rimini Rimini de Sergio Corbucci (1987).
De 2002 à 2008, il a joué le rôle de l'agent Romanò dans la série télévisée Carabinieri (it) de Canale 5 (7 saisons).
En 2008, il participe au film Ho ammazzato Berlusconi (it) et, la même année, son livre Ti avrei voluto est publié par la maison d'édition Excelsior 1881. L'année suivante, il concourt au télé-crochet Ballando con le stelle (version italienne de Danse avec les stars en France) sur Rai 1.
En plus d'être acteur, présentateur et doubleur, Roncato est professeur d'art dramatique. Il a été directeur artistique de plusieurs discothèques et événements caritatifs, promoteur de la campagne « SOS Foca Monaca » et de la campagne de sensibilisation au ramassage des crottes de chien à Fabriano, et ambassadeur dans le monde pour la défense des enfants handicapés.
Au début de l'année 2010, il est réapparu dans des publicités télévisées pour Egorex sur les chaînes locales.

## Vie privée
En 1985, il a une brève liaison avec l'actrice pornographique Moana Pozzi, rencontrée sur le tournage de I pompieri.
En juin 1997, après plus de quatre ans de fiançailles, il épouse la présentatrice de télévision Stefania Orlando, dont il divorce deux ans plus tard, en novembre 1999, en raison de la vie anarchique qu'il menait à l'époque.
Le 22 octobre 2017, après sept ans de fiançailles, il épouse Nicole Moscariello, mère de l'actrice Giulia Elettra Gorietti, à Bracciano (Ville métropolitaine de Rome Capitale).
Grand amoureux des animaux, en particulier des chiens, il en possède deux, un setter nommé Padberg et un chien-loup tchécoslovaque nommé Tullio, et a créé un refuge spécial pour les animaux errants.
Roncato est également catholique et un fervent opposant à l'avortement, car il a profondément regretté avoir consenti à ce que l'un de ses enfants soit avorté ; à la suite de cette expérience, il a écrit un livre intitulé Ti avrei voluto.

## Filmographie

### Acteur de cinéma
- 1980 : Mon curé va en boîte (Qua la mano) de Pasquale Festa Campanile
- 1981 : La baraonda (it) de Florestano Vancini
- 1982 : Les Poids lourds (I camionisti) de Flavio Mogherini
- 1983 : Se tutto va bene siamo rovinati de Sergio Martino
- 1983 : Acapulco, prima spiaggia... a sinistra de Sergio Martino
- 1983 : Fantozzi subisce ancora de Neri Parenti
- 1984 : L'allenatore nel pallone de Sergio Martino
- 1985 : I pompieri de Neri Parenti
- 1985 : Mezzo destro mezzo sinistro - 2 calciatori senza pallone de Sergio Martino
- 1987 : Il lupo di mare (it) de Maurizio Lucidi
- 1987 : Rimini Rimini de Sergio Corbucci
- 1987 : Tango blu d'Alberto Bevilacqua
- 1993 : Désir meurtrier (Graffiante desiderio) de Sergio Martino
- 1988 : Rimini Rimini - Un anno dopo (it) de Bruno Corbucci et Giorgio Capitani
- 1990 : Vacanze di Natale '90 d'Enrico Oldoini
- 1991 : Vacanze di Natale '91 d'Enrico Oldoini
- 1992 : Anni 90 (it) d'Enrico Oldoini
- 1993 : Anni 90 - Parte II (it) d'Enrico Oldoini
- 1997 : Gli inaffidabili (it) de Jerry Calà
- 1998 : Simpatici & antipatici (it) de Christian De Sica
- 1999 : T'amo e t'amerò (it) de Ninì Grassia
- 2003 : Souviens-toi de moi (Ricordati di me) de Gabriele Muccino
- 2003 : Tosca e altre due (it) de Giorgio Ferrara
- 2008 : Ho ammazzato Berlusconi (it) de Gianluca Rossi et Daniele Giometto
- 2008 : L'allenatore nel pallone 2 de Sergio Martino
- 2011 : Le Grand Cœur des femmes (Il cuore grande delle ragazze) de Pupi Avati
- 2018 : Nuits magiques (Notti magiche) de Paolo Virzì
- 2020 : Il signor Diavolo de Pupi Avati
- 2022 : Diabolik: Ginko all'attacco de Marco et Antonio Manetti
- 2022 : Vecchie canaglie (it) de Chiara Sani (it)
- 2023 : Evelyne tra le nuvole (it) d'Anna Di Francisca